# Lepisorus henryi
Lepisorus henryi är en stensöteväxtart som först beskrevs av Georg Hans Emmo Wolfgang Hieronymus och Carl Frederik Albert Christensen, och fick sitt nu gällande namn av Li Wang. Lepisorus henryi ingår i släktet Lepisorus och familjen Polypodiaceae. Inga underarter finns listade.